# Casa Evarist Arnús
La casa Evarist Arnús és un edifici situat als carrers d'Avinyó, 42 i d'en Carabassa, 5 de Barcelona, catalogat com a bé cultural d'interès local.

## Història
Segons la documentació notarial, aquesta finca pertanyia al notari Manuel Teixidor i de Llaurador, de qui va passar successivament al prevere Antoni Teixidor i Berenguer i al militar Fèlix Maria Robertí i Teixidor, que en va llegar la meitat als germans Gregorio i Robustiana de Aisa, naturals de Guadalajara. L'altra meitat fou heretada per Francisca Borreguero y Ortuño, vídua del capità de navili José de Mendívil, i els seus fills Antoni, Josep, Maria, Manuela, Isabel i Lluïsa de Mendívil i Borreguero, i el 1858, tots ells van vendre la propietat al corredor reial de canvis Evarist Arnús i Ferrer per 30.000 duros.
L'any següent, Arnús va encarregar el projecte d'un nou edifici a l'arquitecte Josep Oriol Mestres, tot i que també hi va intervenir el mestre d'obres Josep Nolla. Va servir com a residència i despatx seus fins al 1871, quan es traslladaren respectivament al Passeig de Gràcia (edifici annex al Teatre Líric), i al Passatge del Rellotge.

## Descripció
Consta de planta baixa i quatre pisos. En ressalta la porta d'entrada (a la llinda de la qual figuren les inicials E.A. i la data 1859) i el vestíbul, amb una doble filera de columnes toscanes i el pati, amb galeria d'arcs sobre columnes poc decorades.
El primer pis està unit per una única balconada amb tres finestrals. El peu de balcó està subjectat per figures volutades d'aire clàssic, de petit format. La resta de pisos, tres, compten amb un balcó per cada finestral, subjectats cadascun per figures de mida major que les anteriors. L'aparell de forja de les balconades és senzill i sobri. Les balconades estan separades per pilastres cegues d'aspecte neoclàssic, estriades en alguns trams, però sense remat en capitell.
La casa tenia una comunicació subterrània amb la cotxera de l'altra banda del carrer d'en Carabassa en substitució de l'antic pont, enderrocat arran de la construcció del nou edifici.

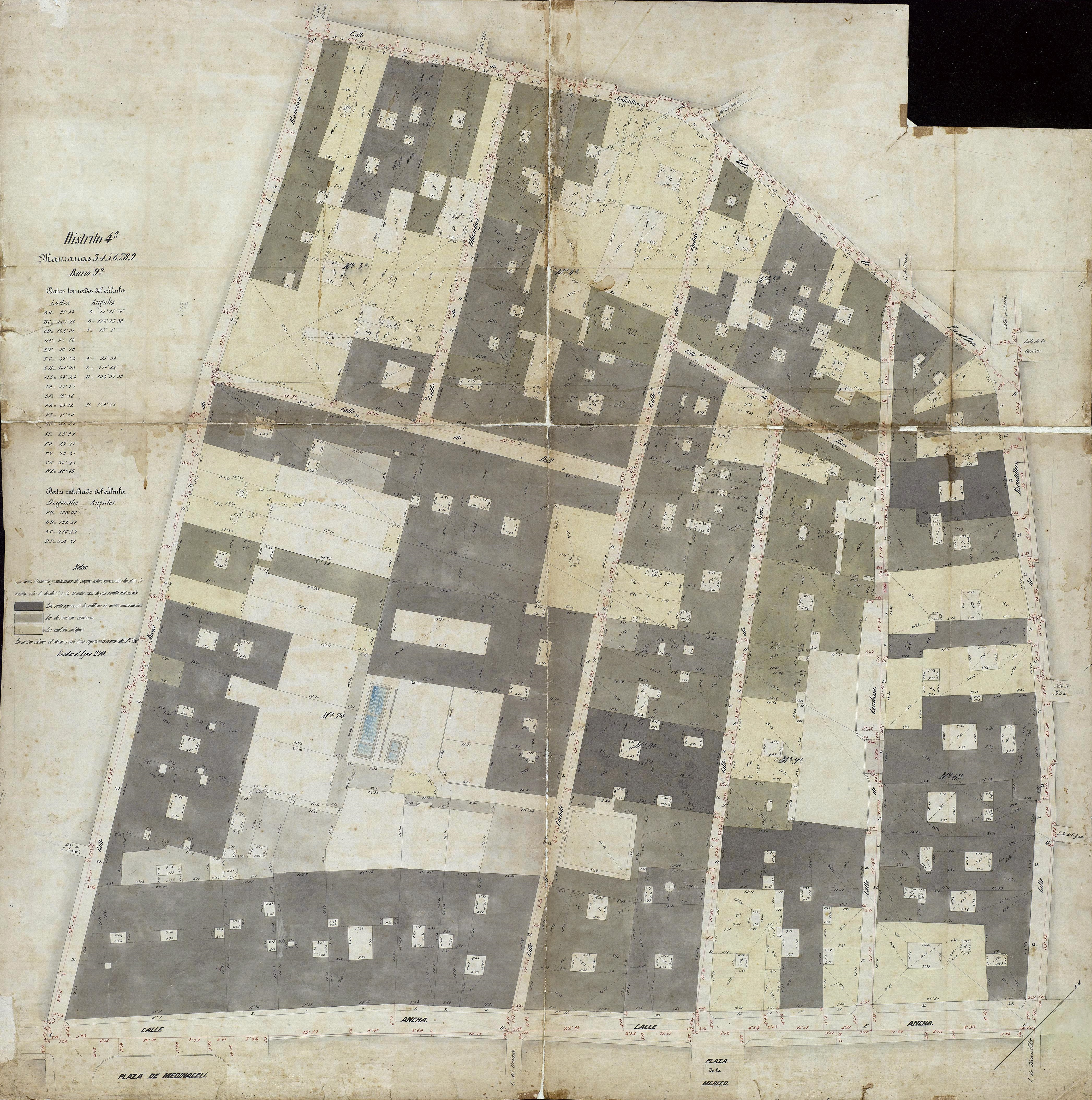
Quarteró núm. 113 de Garriga i Roca (c. 1860)